# Trindade do Sul
Trindade do Sul este un oraș în Rio Grande do Sul (RS), Brazilia.
1. ↑  , Wikipedia în portugheză http://www.trindadedosul.rs.gov.br/Sobre_o_munic%C3%ADpio Lipsește sau este vid: |title= (ajutor)